# Hoikkaluoto (ö i Södra Savolax, S:t Michel)
Hoikkaluoto är en ö i Finland. Den ligger i sjön Saimen och i kommunen Sankt Michel i den ekonomiska regionen  S:t Michel och landskapet Södra Savolax, i den södra delen av landet, 200 km nordost om huvudstaden Helsingfors. Öns area är 0,3 hektar och dess största längd är 210 meter i nord-sydlig riktning.